# Acción naval de San Nicolás de los Arroyos (1859)
La Acción naval de San Nicolás de los Arroyos tuvo lugar el 25 de octubre de 1859 en el marco de la Guerra entre la Confederación Argentina y el Estado de Buenos Aires. Si bien sus alcances fueron en extremo reducidos permitió la evacuación de las tropas porteñas y consiguientemente la recuperación del ejército rebelde.

## Antecedentes
El 23 de octubre de 1859 en la batalla de Cepeda las fuerzas de la Confederación Argentina comandadas por Justo José de Urquiza vencían a las del Estado de Buenos Aires al mando de Bartolomé Mitre. Pocos días antes en el combate de Martín García (14 de octubre) la escuadra de la Confederación al mando de Mariano Cordero había forzado el canal de la isla y tomado el control del río Paraná.
El grueso de la escuadra porteña al mando de Antonio Susini permanecía desde el 6 de octubre estacionada en San Nicolás de los Arroyos y tras el revés las fuerzas de Mitre se replegaron a esa ciudad para la evacuación.

## Combate de San Nicolás
Susini contaba con once transportes y seis buques de guerra: los vapores Guardia Nacional, Riobamba, 25 de Mayo, Constitución, Caaguazú y Buenos Aires. El Guardia Nacional era el buque insignia: con 11 cañones de a 18 y 32 libras había sido adquirido recientemente para reemplazar al Pinto, caído en manos de la nación tras la sublevación del 7 de julio. 
La escuadra de la Confederación, comandada por Luis Cabassa, estaba compuesta de los vapores Coronel Maurice, 14 cañones, Dorrego (Julio Fonrouge, 5 cañones), 9 de Julio (Luis Cabassa, 9 cañones), 14 de Octubre (Santiago Baldriz, 7 cañones) y General Benavídez (Bartolomé Cordero, 5 cañones), la barca Concepción (Augusto Liliedal, 11 cañones), el bergantín Presidente Urquiza (Copelo, 6 cañones), el bergantín goleta Congreso (Tomás Lubari, 5 cañones) y la goleta General Alvear (Dionisio Invierno, 7 cañones).
Al anochecer del día 25, Susini movilizó sus buques de guerra para cubrir el embarque de las tropas e inició un cañoneo con las fuerzas nacionales que se mantenían aguas arriba de la ciudad. El fuego duró hora y media hasta que Mitre ordenó pasar al abordaje aprovechando las tropas ya embarcadas. 
En ese momento se desencadenó una fuerte tormenta que impidió la operación pero no así las tareas de evacuación, finalizadas las cuales la escuadra porteña inició la retirada hacia Martín García. Durante la acción las fuerzas porteñas sufrieron doce bajas.